# طاووس عمروش
طاوس عمروش اسمها الكامل ماري لويس طاووس عمروش (4 مارس 1913 في تونس – 2 أبريل 1976 في سان ميشيل لوبسيرفاتوار بفرنسا)، كاتبة ومغنية جزائرية. في عام 1947، أصبحت أول امرأة جزائرية تقوم بنشر رواية. هي ابنة فاطمة آيت منصور عمروش وأخت جان عمروش

## السيرة الذاتية
ولدت في عائلة قبائلية أمازيغية اعتنقت الكاثوليكية الرومانية وكانت الابنة الوحيدة في أسرة مكونة من ستة أبناء.
انتقلت عائلتها الي تونس هربا من الأضطهاد بعد اعتناقهم للكاثوليكية.
كانت والدتها فاطمة ايت منصور مغنية مشهورة في منطقة القبائل (الأمازيغ)  وكان لذلك اثر عظيم علي ماري في حياتها وفي أسلوبها الأدبي الذي يعكس التقاليد الشفوية لقبائل شعب البربر (الأمازيغ) لتراث والدتها.
تلقت ماري دراستها الابتدائية والثانوية في تونس. في عام 1935، ذهبت الي فرنسا للدراسة في مدرسة المعلمين بمنطقة سيفر.
ابتداءً من عام 1936، بدأت ماري بترجمة الأغاني القبائلية بالتعاون مع شقيقها الأكبر جون عمروش ووالدتها.
و في عام 1939، تلقت ماري في مؤتمر الانشودة في فاس منحة للدراسة في كازا فيلاسكيز [الإنجليزية] في اسبانيا وهناك قامت بعمل بحث في العلاقات بين الأغاني الشعبية الأمازيغية والإسبانية.
كانت روايتها الأولى عن سيرتها الذاتية بعنوان «الصفير الأسود» (بالفرنسية: Jacinthe noir)‏، نشرت في 1947، وهي الأولى من نوعها التي تنشر في فرنسا بقلم مؤلفة من شمال افريقيا. وحصلت على جائزة nom de plume باسم مارغريت-طاوس و هو اسم والدتها المسيحي، وذلك بفضل المجموعات القصصية والقصائد «الحبوب السحرية» (بالفرنسية:  La Grain magique)‏
في عام 1966. أثناء كتابتها باللغة الفرنسية كانت تغني باللغة البربرية وكان ألبومها الأول «أغاني أمازيغية من منطقة القبائل» (بالفرنسية: Chants berbères de Kabylie)‏ عام 1967 وقد لقي نجاحا كبيرا وهو عبارة عن مجموعة من الأغاني التراثية للقبائل البربرية مترجمة اللي اللغة الفرنسية بواسطة اخيها جون. سجلت عدة ألبومات أخرى منها Chants sauvés de l’oubli (الأغاني حفظت من النسيان)، Hommage au chant profond (اجلالا الي أغنية عميقة)، «التعويذات والتأملات والرقصات البربرية المقدسة» (بالفرنسية: Incantations، méditations et danses sacrées berbères)‏، «الأغاني الأمازيغية عن الرحى والمهد» (بالفرنسية:   Chants berbères de la meule et du berceau)‏ (1975)
كانت ناشطة في قضايا البربر (الأمازيغ) وكانت من ضمن مؤسسي الأكاديمية البربرية في 1976، وافتها المنية في سان ميشيل لوبسيرفاتوار في فرنسا.

## مطبوعاتها
- 1947 – «الصفير الأسود» (بالفرنسية: Jacinthe noir)‏ – أعيد طبعه في 1996 من طرف جويل لوسفيلد، (ردمك 2-909906-63-9)
- 1966 – «الحبوب السحرية» (بالفرنسية:  La Grain magique)‏ – أعيد طبعه في 2000 من طرف لا ديكوفارت [الفرنسية]، (ردمك 2-7071-2578-4)
- 1969 – «شارع الدف» (بالفرنسية:  Rue des tambourins)‏ – أعيد طبعه في 1996 من طرف جويل لوسفيلد (1996)، (ردمك 2-909906-62-0)
- 1975 – «العاشق الخيالي» (بالفرنسية: L’Amant imaginaire)‏

## مختارات من الأغاني
- 1967 – «أغاني أمازيغية من منطقة القبائل» (بالفرنسية: Chants berbères de Kabylie)‏
- 1970 – «أغاني من الأطلس» (بالفرنسية: Chants De L'Atlas)‏
- 1974 – «التعويذات والتأملات والرقصات البربرية المقدسة» (بالفرنسية:  Incantations، méditations et danses sacrées berbères )‏
- 1975 – «الأغاني الأمازيغية عن الرحى والمهد» (بالفرنسية:   Chants berbères de la meule et du berceau)‏
- 1977 – «على مسرح المدينة» (بالفرنسية:  Au Theatre De La Ville )‏

## وصلات خارجية
- طاووس عمروش على موقع IMDb (الإنجليزية)
- طاووس عمروش على موقع الموسوعة البريطانية (الإنجليزية)
- طاووس عمروش على موقع ديسكوغز (الإنجليزية)